# Одіша (футбольний клуб)
ФК «Одіша» (англ. Odisha Football Club) — індійський футбольний клуб з міста Бхубанешвар, штат Одіша.
Був заснований 2014 році під назвою «Делі Дайнамос» (англ. Delhi Dynamos Football Club) і представляв індійську столицю. 31 серпня 2019 року було оголошено, що клуб перебазується з Делі до Бхубанешвара, столиці штату Одіша та змінює свою назву на ФК «Одіша».

## Досягнення
- Супер Кубок
  - Володар: 2023